# Гадомський (місячний кратер)
Кра́тер Гадо́мський (лат. Gadomski) — стародавній великий метеоритний кратер у північній півкулі на зворотному боці Місяця. Назву присвоєно на честь польського астронома Яна Гадомського й затверджено Міжнародним астрономічним союзом у 1970 році. Утворення кратера відбулося у нектарському періоді.

## Опис кратера

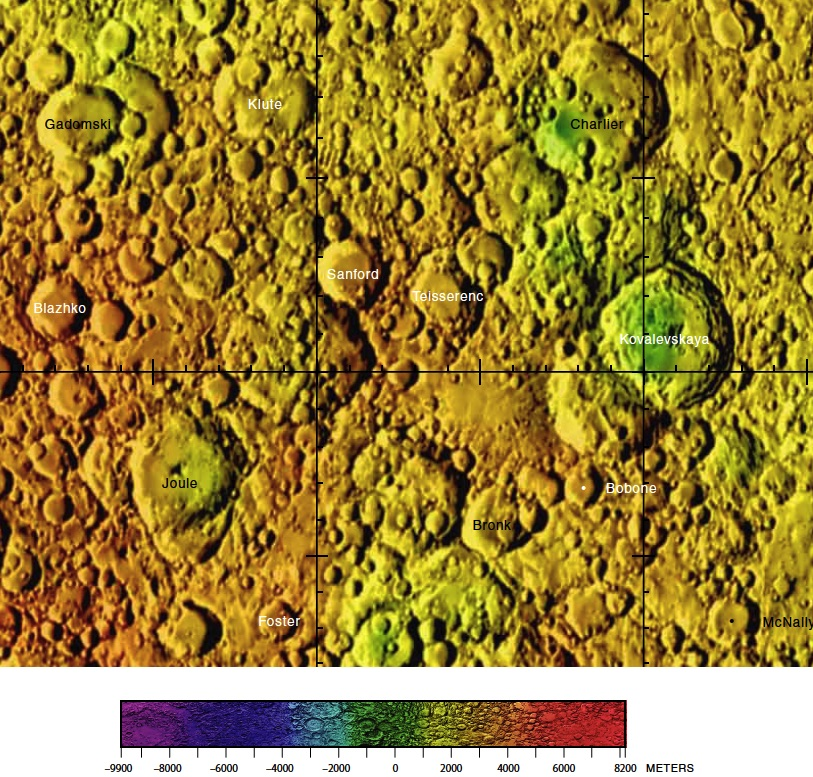
Околиці кратера Гадомський. Фрагмент мапи зворотного боку Місяця.

Найближчими сусідами кратера є кратер Кулик на північному заході; кратер Фаулер на півночі, кратер Фон Цейпель на північному сході, кратер Клют на сході, кратер Санфорд на південному сході; кратер Блажко на півдні і кратер Євдокимов на південному заході. Селенографічні координати центру кратера 36°13′ пн. ш. 147°22′ зх. д. / 36.21° пн. ш. 147.36° зх. д., діаметр 65,7 км, глибина 2,7 км.
Кратер має близьку до циркулярної форму та є помірно зруйнований. Південна частина валу перекрита здвоєною парою кратерів, східна — одиничним кратером, до північно-західної частини валу прилягає сателітний кратер Гадомський X (див. нижче). Сам кратер Гадомський, у свою чергу, майже повністю перекриває залишки стародавнього безіменного кратера, центр якого зміщений на схід. Середнє підвищення валу над навколишньою місцевістю становить 1250 м, об'єм кратера сягає приблизно 3700 км³. Дно чаші відносно рівне, поцятковане безліччю дрібних кратерів.

## Сателітні кратери
| Гадомский | Координати                                                  | Діаметр, км |
| --------- | ----------------------------------------------------------- | ----------- |
| A         | 38°17′ пн. ш. 146°26′ зх. д. / 38.28° пн. ш. 146.43° зх. д. | 30,8        |
| X         | 37°33′ пн. ш. 148°23′ зх. д. / 37.55° пн. ш. 148.39° зх. д. | 37,7        |

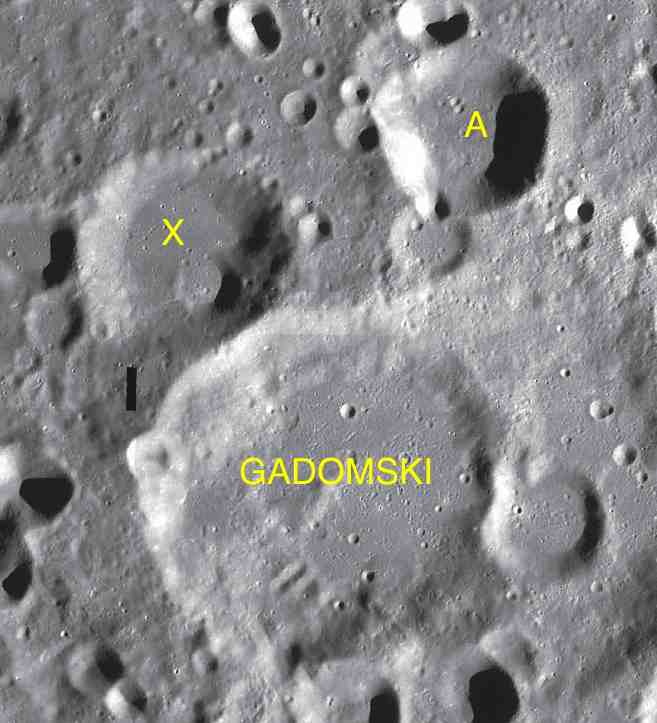
Фрагмент мапи LAC-34.

- Утворення сателітного кратера Гадомський X відбулось у нектарському періоді[1].